# Contraption Zack
Contraption Zack is een computerspel dat werd ontwikkeld door Presage Software en uitgegeven door Mindscape. Het spel kwam in 1992 uit voor DOS en een jaar later voor de Commodore Amiga. De speler speelt Zack, een klusjesman bij GadgetCo. De hele fabriek valt uit elkaar en hij moet door 60 levels navigeren en hierbij de vallen ontwijken. Het doel is vermiste gereedschap te vinden en de fabriek te repareren. Het spel kan worden gezien als isometrisch versie van de The Incredible Machine.

## Platforms
- Amiga (1993)
- DOS (1992)

## Ontvangst
| Beoordeeld door                | Platform | Datum         | Score |
| ------------------------------ | -------- | ------------- | ----- |
| Power Play                     | DOS      | januari 1993  | 59%   |
| PC Games (Duitsland)           | DOS      | februari 1993 | 61%   |
| PC Player (Duitsland)          | DOS      | februari 1993 | 63%   |
| ASM (Aktueller Software Markt) | DOS      | februari 1993 | 67%   |